# Herman Hermansson (guldsmed från Göteborg)
Herman Hermansson, födelseår saknas, död 1745 i Göteborg, var en svensk konsthantverkare och guldsmed.
Hermansson blev troligen mästare 1702 och erhöll 1704 burskap sedan han gift sig med guldsmeden Johan Martin Wintersteins änka och kunde överta hans verkstad. Från 1712 var han bisittare i guldsmedsskrået och blev 1727 dess ålderman men hade 1729 avgått från posten. Han har utfört vackra altarkärl, bland annat nattvardskalkar för Kville kyrka 1703, Tanums kyrka 1704, Stenkyrka kyrka 1706 och Björlanda kyrka 1717, nattvardstyg för Bohusläns regemente 1711, en dopskål för Uddevalla kyrka 1718 och en oblatask för Råda kyrka 1726.